# تاريخ العمل الجبري في الولايات المتحدة
يشمل تاريخ العمل القسري في الولايات المتحدة جميع أشكال العمل الجبري التي ظهرت داخل حدود الولايات المتحدة الحالية خلال العصور الحديثة. يُعد «العمل الجبري» مصطلحًا عموميًا أو جمعيًا لسياقات العمل التي يُشغَّل فيها الأشخاص ضد إرادتهم من خلال التهديد بالفقر المدقع أو الاحتجاز أو العنف (بما في ذلك الموت) أو التسلط القانوني أو غير ذلك من المشقات التي قد تعترضهم وتعترض أفراد عائلاتهم.
بدأت تجارة الرقيق عبر المحيط الأطلسي مع وصول الأوروبيين، إذ بيع الأفارقة كعبيدِ متاعٍ في القارة الأمريكية. استمرت هذه التجارة من القرن الخامس عشر حتى القرن التاسع عشر وكانت أكبر شكل قانوني للعمل الجبري في تاريخ الولايات المتحدة، بلغ تعداد المتاجر بهم في أوج انتشارها 4 ملايين عبدٍ. حُرّم الاسترقاق والعبودية غير الطوعية من خلال التعديل الثالث عشر، إلا في حال توصيفهما عقوبةً على جريمة ما. ومع ذلك، لا تزال العمالة غير الحرة موجودة قانونًا في شكل نظام الرهن، وخاصة في أراضي نيو مكسيكو، وفي حالة العمل لرد الدين مثل نظام المقايضة، وفي العمل الجزائي واستئجار المحكومين، بالإضافة إلى العديد من أشكال العمل الجبري، وخاصة الاستعباد الجنسي.
في النهاية، حظرت الإصلاحات العمالية في القرنين التاسع عشر والعشرين العديد من أشكال العمل هذه. ومع ذلك، استمر نمو العمل الجبري غير القانوني في شكل الاتجار بالبشر، وازداد اعتماد الاقتصاد على العمالة غير الحرة من الخارج. منذ نهاية القرن العشرين، تزايد الوعي العام حول الاتجار بالبشر. بدأ تشكيل المزيد من الجماعات المناهضة للاتجار بالبشر وبدأ إصدار قوانين لمكافحتها، رغم اختلاف الحدود التي تسمح بها تلك القوانين وطرق تنفيذها من دولة إلى أخرى. تقدر وزارة العدل الأمريكية أنه يجري تهريب 17,500 شخص إلى البلاد كل عام، لكن الرقم الحقيقي قد يكون أعلى، بسبب الأعداد الكبيرة من المهاجرين غير الشرعيين. يجري الاتجار بالأطفال الصغار والمراهقين والرجال والنساء ويمكن أن يكونوا مواطنين محليين أو مقيمين أجانب. وفقًا لإحصاءات وزارة الخارجية منذ عام 2000، هناك نحو 244,000 طفل وشاب أمريكي معرض لخطر الاتجار بالجنس كل عام. كان من بينهم 38,600 طفل وشاب هاربين في الأصل.

## تقاليد العبودية لدى سكان أمريكا الأصليين
غالبًا ما استعبدت قبائل السكان الأصليين في أمريكا أسرى الحرب الذين استخدموهم بدايةً في أعمال محدودة. لكن بعضهم استُخدم في طقوس التضحية. بما أن المعلومات لا زالت محدودة جدًا، فلا يوجد أدلة كافية تشير إلى أن مالكي العبيد اعتبروا العبيد أدنى مرتبة منهم من الناحية العرقية؛ جاء هؤلاء العبيد من قبائل أمريكية أصلية أخرى وكانوا ضحايا حرب. لم يتاجر الأمريكيون الأصليون بالأسرى في حقبة ما قبل الاستعمار، إلا أنهم في بعض الأحيان بادلوا المستعبدين مع قبائل أخرى في مبادرات سلام أو مقابل استرجاع أفراد قبائلهم. قد لا تنطبق كلمة «عبد» بدقة على هؤلاء الأسرى. مال معظم هؤلاء الذين يُطلق عليهم اسم العبيد الأمريكيين الأصليين إلى العيش مهمشين في مجتمع القبائل الأمريكية الأصلية ولم يندمجوا بسهولة فيه.
في كثير من الحالات، اتخذت القبائل الجديدة من الأسرى بديلًا عن المحاربين الذين قُتلوا خلال الغارات. يُجبَر الأسرى المحاربون أحيانًا على الخضوع لطقوس التشويه أو التعذيب التي قد تنتهي بالموت كجزء من مظاهر الحزن على أفراد القبيلة الذين قُتلوا في المعركة. يقطع بعض الأمريكيين الأصليين إحدى قدمي الأسرى لمنعهم من الهرب. سمح البعض الآخر للأسرى المستعبدين بالزواج من أرامل الأزواج المقتولين. عامل شعب الكريك، الذي اتبع هذه الممارسة، وكان نظام القرابة عنده أمومي، الأطفال المولدين من العبيد ونساء الكريك أعضاءً كاملين في عشيرة أمهاتهم والقبيلة بأكملها، إذ كانت المُلكية والزعامة الوراثية تنتقل عبر نسل الأمهات. لم يكن للأطفال صفة العبيد. عادةً ما كانت القبائل تأخذ الأسرى من النساء والأطفال حتى يتأقلموا ويندمجوا فيها، إذ كانوا يميلون إلى التكيف بسهولة أكبر مع أساليب الحياة الجديدة.
احتجزت عدة قبائل الأسرى كرهائن من أجل مقايضتهم ماديًا. مارست شتى القبائل العمل بالسخرة أيضًا أو فرضت العبودية على أفراد القبيلة الذين ارتكبوا جرائم؛ أمكن للمستَعبد استرداد مكانته الكاملة في القبيلة ما إن يوفي بالتزاماته تجاه مجتمع القبيلة. كان من بين القبائل الأخرى التي تملك عبيدًا في أمريكا الشمالية: قبيلة كومانشي في تكساس وقبيلة كريك في جورجيا؛ ومجتمعات الصيد، مثل شعب اليوروك الذين استقروا في شمال كاليفورنيا؛ وشعبي الباوني والكلاماث.
عندما تواصل الأوروبيون مع الأمريكيين الأصليين، انخرطوا في تجارة الرقيق. حاول الأمريكيون الأصليون، في بداية مواجهاتهم مع الأوروبيين، استخدام أسراهم من القبائل المعادية «كوسيلة لقلب قبيلة على أخرى» في حيلة فاشلة لمبدأ فرق تسد.
عُرفت قبائل الهايدا والتلينغت، التي استقرت على طول الساحل الجنوبي الشرقي لألاسكا، تقليديًا بالمحاربين الشرسين وتجار العبيد، وشنوا غاراتهم على مناطق بعيدة بلغت حتى كاليفورنيا. في مجتمعهم، كانت العبودية متوارثة بعد أخذ العبيد كأسرى حرب. كان ما يصل إلى ربع تعداد أفراد بعض قبائل شمال غرب المحيط الهادئ من العبيد.

## الاتجار بالعمالة
وفقًا للمركز الوطني لحقوق الإنسان في بيركلي، كاليفورنيا، يوجد حاليًا نحو 10,000 عامل قسري في الولايات المتحدة، يعمل نحو ثلثهم خدمًا في المنازل وبعضهم من الأطفال. في الواقع، قد يكون هذا الرقم أعلى بكثير لصعوبة الحصول على الأعداد الدقيقة للضحايا، بسبب الطبيعة السرية للاتجار بالبشر. تحصي حكومة الولايات المتحدة عدد الناجين فقط، والمعروفين بأنهم ضحايا حالات خطيرة من عمليات الاتجار بالبشر، والذين ساعدتهم الحكومة في الحصول على مزايا الهجرة. يقدر بحثٌ من جامعة ولاية سان دييغو أن هناك 2.4 مليون ضحية للاتجار بالبشر بين المهاجرين المكسيكيين غير الشرعيين. من ناحية أخرى، يمكن أن يكون العدد أقل بكثير – وربما يقترب من الصفر – نظرًا لعدم وجود عمليات اعتقال لهذا الغرض. تقول الأبحاث التي أجراها المعهد الحضري أن وكالات إنفاذ القانون لا تعطي الأولوية لقضايا الاتجار بالعمالة، وتتردد في مساعدة الضحايا على أخذ إذن قانوني للبقاء في الولايات المتحدة، وترى أنه لا يوجد دليل كاف لتأكيد أقوال الضحايا.
في عام 2014، أبلغ المركز الوطني المرجعي للاتجار بالبشر عن 990 حالة اتجار بالعمالة القسرية في الولايات المتحدة، بما في ذلك 172 حالة اتجار بالجنس أيضًا. صرحت وزارة الخارجية الأمريكية أن هناك نحو 50,000 شخص يجري تهريبهم إلى الولايات المتحدة كل عام. من أكثر أنواع الاتجار بالعمالة شيوعًا: العمل المنزلي وطواقم المبيعات الجوالة والزراعة /المزارع والمطاعم/ خدمات الطعام وخدمات الصحة والجمال والتسول والبيع بالتجزئة وتنسيق المواقع ومجال الفنادق والبناء والكرنفالات ورعاية المسنين وزراعة الغابات والتصنيع والتدبير المنزلي. تتأثر النساء والأطفال على نطاق واسع بالاتجار. عادةً ما يتلاعب المُتجرون بالأشخاص «الأكثر تأثرًا من غيرهم بالفقر ومن يتعذر عليهم الحصول على التعليم والمتأثرين بالبطالة المزمنة ومن يتعرضون للتمييز ومعدومي الفرص الاقتصادية». غالبًا ما يتعرض ضحايا الاتجار للاغتصاب والضرب والتجويع ويوضعون تحت ظروف تهدد حياتهم. يشمل هذا الأمر التعريض للأمراض والنشاط الإجرامي العنيف والعمل غير الأخلاقي.